# Ivan Vasilev
Ivan Vasilev Stefanov (in bulgaro Иван Василев Стефанов?; Kazanlăk, 13 giugno 1967) è un ex calciatore bulgaro, di ruolo difensore.

## Carriera

### Club
Ha giocato nella prima divisione bulgara ed in quella maltese.

### Nazionale
Nel 1996 ha giocato una partita in nazionale.

## Palmarès

### Club

#### Competizioni nazionali
- Coppa di Bulgaria: 1

Levski Sofia: 1997-1998
- Campionato maltese: 1

Valletta: 2000-2001
- Coppa di Malta: 1

Valletta: 2000-2001
- Supercoppa di Malta: 1

Valletta: 1999
- Centenary Cup: 1

Valletta: 2000